# Jens Lehmann
Jens Lehmann (Essen, 10. studenog 1969.) je bivši njemački nogometaš i nogometni reprezentativac. Branio je u Arsenalu u Premiershipu.
Lehmann je profesionalnu karijeru počeo 1989. godine u Schalke 04 u drugoj njemačkoj saveznoj ligi gdje 1991. godine uspijeva ući u prvu ligu. Svojim suverenim obranama i uspješnom sinkronizacijom s igračima obrane, odlučujuće doprinosi i osvajanju prvog mjesta u kupu UEFA 1997. godine.
Godinu dana poslije, napušta Schalke 04 i odlazi u Italiju (AC Milan) gdje prolazi neslavno. Već u zimskoj pauzi prvenstva napušta Italiju i vraća se u Njemačku kod Borussie iz Dortmunda. S Borussiom uspijeva osvojiti kup Njemačke kao i nakon prelaska u Arsenal, kup Engleske.
Zbog izuzetnih uspjeha i veoma jakih sezona prošlih godina u Arsenalu, je u njemačkoj reprezentaciji uspio potisnuti na drugo mjesto već godinama neprikosnovenog golmana "legendu" Olivera Kahna (Bayern München).

## Klubovi
- DJK Heisingen (1975. – 1978.)
- Schwarz-Weiß Essen (1978. – 1987.)
- Schalke 04 (1987. – 1998.)
- AC Milan (07/1998. – 12/1998.)
- Borussia Dortmund (1/1999. – 2003.)
- Arsenal F.C. (2003. – 2008.)
- VfB Stuttgart (2008. – 2011.)
- Arsenal F.C. (2011.)